# Ropalidia colorata
Ropalidia colorata är en getingart som beskrevs av Vecht 1941. Ropalidia colorata ingår i släktet Ropalidia och familjen getingar. Utöver nominatformen finns också underarten R. c. sordida.